# Rio da Prata (Rio Grande do Sul)
O rio da Prata é um rio brasileiro do estado do Rio Grande do Sul, afluente da margem direita do rio Taquari.